# Willemsella bicolor
Willemsella bicolor är en insektsart som beskrevs av Miller, N.C.E. 1934. Willemsella bicolor ingår i släktet Willemsella och familjen gräshoppor. Inga underarter finns listade i Catalogue of Life.